# Hymne vaudois
L'Hymne vaudois, est l'hymne officiel du canton de Vaud, en Suisse.
L'hymne raconte l'acte de médiation écrit par Napoléon Bonaparte créant ainsi le Canton de Vaud le 19 février 1803.

## Utilisation
L'hymne est chanté lors des prestations de serment du Conseil d'État, du Grand Conseil à la cathédrale de Lausanne; des fêtes de la Fédération vaudoise des jeunesses campagnardes; des rencontres sportives à domicile (football, hockey, etc.)

## Histoire
Il aurait été écrit en 1803 par le colonel Samuel-Henri Rochat (1783-1861) sur une mélodie populaire. Ses paroles se trouvent dans le tome 4 de l'Encyclopédie illustrée du Pays de Vaud : L'Histoire vaudoise, p. 174.
C'est à la fin du XIXe siècle que ce chant s'impose lors d'événements officiels.

## Paroles
Vaudois ! un nouveau jour se lève,

Il porte la joie en nos cœurs

La liberté n'est plus un rêve,

Les droits de l'homme sont vainqueurs.

De notre antique dépendance

Chassons l'importun souvenir,

Et du plus riant avenir

Osons concevoir l'espérance !
Que dans ces lieux règnent à jamais

L'amour des lois, la liberté, la paix !
Que dans ces lieux règnent à jamais

L'amour des lois, la liberté, la paix !
Que dans nos riantes campagnes

Cet heureux refrain soit chanté,

Que par l'écho de nos montagnes

Il soit mille fois répété.

Dans les bras d'une mère tendre,

Qu'il soit bégayé par l'enfant

Que la voix d'un sexe charmant

À nos guerriers le fasse entendre.
Que dans ces lieux règnent à jamais

L'amour des lois, la liberté, la paix !
Que dans ces lieux règnent à jamais

L'amour des lois, la liberté, la paix !
Voyez cette eau brillante et pure,

Ces coteaux, ce site enchanteur.

Enfants chéris de la nature,

Jouissons de notre bonheur !

De l'acte qui nous régénère

Révérons les feuillets sacrés

Qu'aux noms par la haine inspirés

Succède le doux nom de frère !
Que dans ces lieux règnent à jamais

L'amour des lois, la liberté, la paix !
Que dans ces lieux règnent à jamais

L'amour des lois, la liberté, la paix !
Que la fermeté, la prudence,

Guident toujours le magistrat

Dans ses mains avec confiance

Laissons les rênes de l'État,

Libres, égaux, mais sans licence,

N'ayons pas les tristes regrets

D'avoir creusé par nos excès

Le tombeau de l'indépendance !
Que dans ces lieux règnent à jamais

L'amour des lois, la liberté, la paix !
Dieu puissant ! sur nos destinées

Répands de nouveau les bienfaits

Que nos passions enchaînées

Se taisent devant tes décrets.

Que, soumis à ta Providence,

Le Vaudois, plein de ton amour,

Puisse t'adresser chaque jour

L'hymne de sa reconnaissance :
Que dans ces lieux règnent à jamais

L'amour des lois, la liberté, la paix !
Que dans ces lieux règnent à jamais

L'amour des lois, la liberté, la paix !